# Покров (Чеховский район)
Покров — деревня в Чеховском районе Московской области, в составе муниципального образования сельское поселение Стремиловское (до 28 февраля 2005 года входила в состав Стремиловского сельского округа).

## Население
| 2002 | 2006 | 2010 |
| ---- | ---- | ---- |
| 21   | ↘17  | ↗31  |

## География
Покров расположен примерно в 5 км на северо-запад от Чехова, на левом берегу реки Челвенка (левый приток Лопасни), высота центра деревни над уровнем моря — 172 м. На 2016 год в Покрове зарегистрированы 1 улица — Весенняя и 2 садовых товарищества.